# Peter Engelbrektsson
Peter Engelbrektsson (3 maggio 1951) è un allenatore di calcio ed ex calciatore svedese.

## Carriera

### Giocatore

#### Club
Engelbrektsson vestì la maglia dell'Oddevold.

### Allenatore
Fu tecnico dello HamKam dal 1991 al 1995. Dal 2004 al 2006, ricoprì lo stesso incarico allo Hønefoss. Nel 2007, guidò l'Ullensaker/Kisa.